# Glaresis beckeri
Glaresis beckeri är en skalbaggsart som beskrevs av Semyon Martynovich Solsky 1870. Glaresis beckeri ingår i släktet Glaresis och familjen Glaresidae. Inga underarter finns listade i Catalogue of Life.